# 13121 Tisza
För andra betydelser, se Tisza (olika betydelser).
13121 Tisza eller 1994 CN9 är en asteroid i huvudbältet som upptäcktes den 7 februari 1994 av den belgiske astronomen Eric W. Elst vid La Silla-observatoriet. Den är uppkallad efter floden Tisza.